# Elma Oijens
Elma Aurora Morea Oijens, ursprungligen Eklund, född 17 maj 1907 i Salmis i Nedertorneå församling i Norrbottens län, död 8 augusti 1992, var en svensk skulptör. 
Elma Oijens var dotter till lotsförmannen Gottfried Eklund och Maria Eklund. Hon utbildade sig på Valands konsthögskola i Göteborg 1942–1945. Hon var gift sedan 1931 med konstnären och diktaren Holger Oijens (1907–2004). De är begravda på Västra kyrkogården i Göteborg.

## Offentliga verk i urval

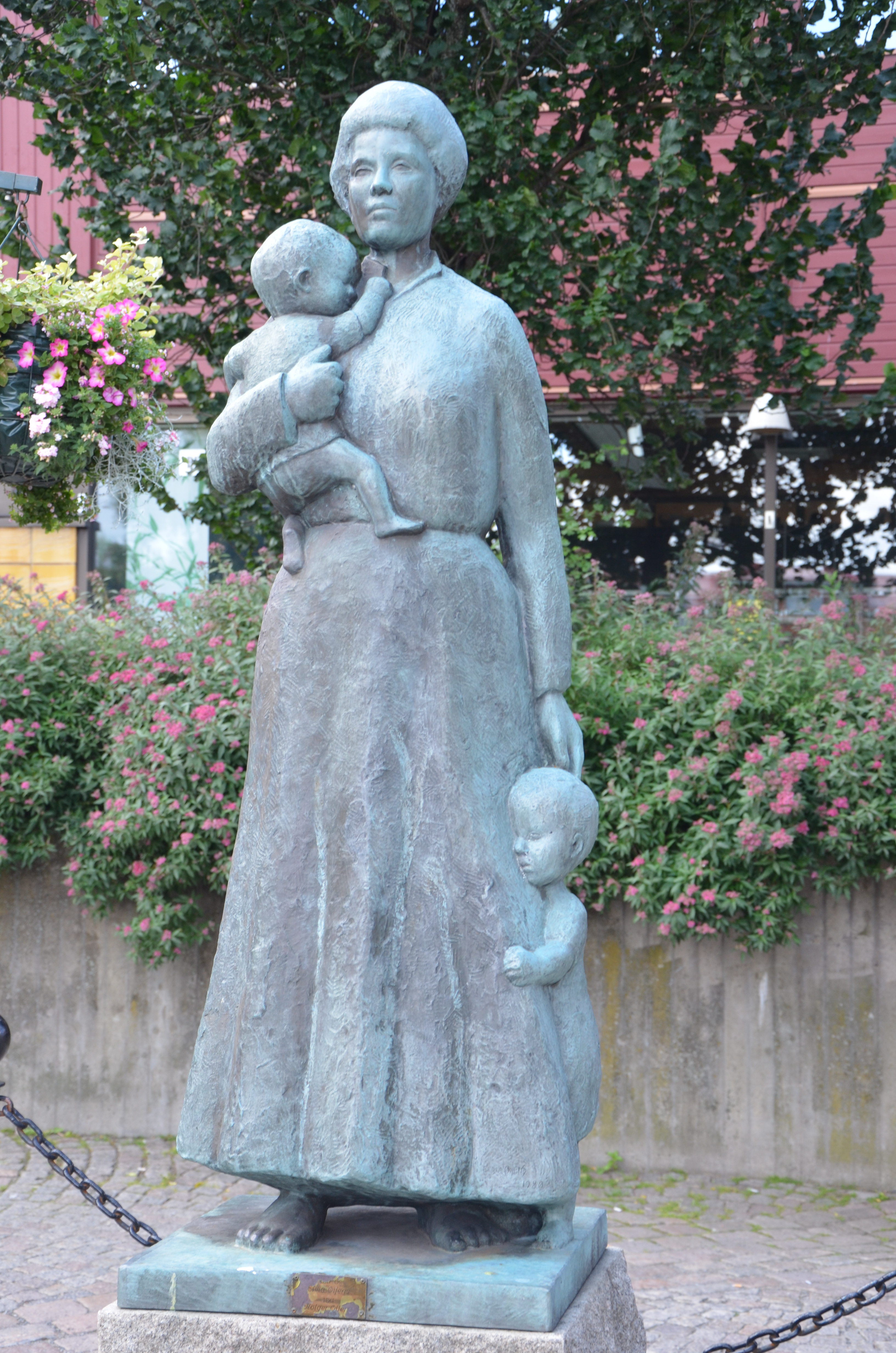
Arbetarhustru, Kapellplatsen, Landala i Göteborg.

- Världsomsegling, 1957, Väderlekstorget i Biskopsgården i Göteborg
- Unghäst, 1959, Virvelvindsgatan 6 i Brämaregården i Lundby i Göteborg
- Pojke med drake, 1960, Fastlagsgatan 14 i Kortedala i Göteborg
- Världsomseglare, 1965, Nymbergs plats i Höganäs
- Tre gäss, nickelbrons, 1967, kvarteret Tingshuset i Klippan (tillsammans med Holger Oijens)
- Sagoskeppet, väggrelief i brons, 1968, Köpenhamnsvägen 2, vid Kronborgsvägen, i Malmö
- Världsomseglare, brons, 1970, Karlshamn[3]
- Lekskulptur, 1970, Sagogången vid Sagogatan i Backa i Göteborg
- Seglats, 1972, Rosenlundsgatan i Göteborg
- Soldyrkartemplet, brons, 1972, Svenshögsskolan i Burlövs kommun
- Arbetarhustru, brons, 1980, Kapellplatsen i Landala i Göteborg
- Najad, Slottsviken i Mölndals kommun